# Cuartopoder
Cuartopoder fue un medio de comunicación digital español creado en Madrid en marzo de 2010 y editado en castellano por Mesa de Redacción, S.L. Estuvo dirigido por Francisco Frechoso (2010-2017), Fernando Lizundia (2017-2018), Ana Isabel Cordobés (2018-2019) y Sato Díaz (2019-2021), hasta su cierre en marzo de 2021.

## Historia
Cuartopoder salió a la luz en marzo de 2010, aunque empezó a fraguarse en 2008, impulsado por los periodistas Francisco Frechoso y Juan Carlos Escudier, ambos fundadores del diario El Mundo, y por Pedro de Alzaga, como experto en las versiones digitales de El Mundo, El País y ADN. El planteamiento inicial era crear un nuevo portal informativo dedicado al análisis y la opinión, con firmas de reconocidos periodistas como Mónica García Prieto, para hablar de las guerras de Afganistán o del Líbano, Manuel Martorell, sobre Oriente Medio, Anna Grau, que era corresponsal de ABC en Nueva York, o Esther Jaén, como cronista política.
Nació como "un diario de blogs hecho por periodistas" con un formato innovador, parecido al de The Huffington Post o Político, y editó sus contenidos bajo una licencia CC-BY-NC, que permite su utilización mencionando la procedencia y sin fines comerciales. Sin embargo, Frechoso defendió en los orígenes del medio que, a diferencia de lo que hacían sitios web como The Huffington Post, que ofrece visibilidad a quien publica en su espacio, Cuartopoder, cuyo modelo de negocio se basaba en publicidad, sí pagaba a sus colaboradores por las piezas publicadas, en un momento de importante crisis de modelo de sostenibilidad económica del sector.

Su nombre se debe a la denominación de la prensa realizada por el pensador británico liberal del siglo XVIII, Edmund Burke, en un debate parlamentario en 1787 en la Cámara de los Comunes del Reino Unido en el que situó al poder de los periodistas por encima de los otros tres poderes del Estado (la iglesia, la nobleza y los políticos):
“Ahí está el Cuarto Poder, y verán que sus miembros son más importantes que ustedes y se unirán a la cruzada por las libertades”
Durante sus once años de vida, el medio fue dirigido por Francisco Frechoso (2010-2017), Fernando Lizundia (2017-2018), Ana Isabel Cordobés (2018-2019) y, hasta su cierre en marzo de 2021, Sato Díaz (2019-2021). Además, en su última etapa contó en su plantilla con antiguos redactores de medios como 20 Minutos, El Confidencial o ABC, como María F. Sánchez, Sara Montero y Miguel Muñoz, entre otros.
Cuartopoder anunció su cierre el 26 de marzo de 2021 por motivos económicos.